# Шалимівка (зупинний пункт)
Шали́мівка — пасажирський зупинний пункт Конотопської дирекції Південно-Західної залізниці. Розташований на перегоні Зернове — Хутір-Михайлівський неподалік села Шалимівка. Відстань до станції Київ-Пасажирський — 345 км.

## Історія
У 1929 році на одноколійній дільниці Навля — Хутір-Михайлівський відкрито роз'їзд Шалимівка.
Станцію електрифіковано у 1967 році у складі дільниці Брянськ — Хутір-Михайлівський.
Станом на 1975 рік по станції Шалимівка здійснювався оборот електропоїздів із Брянська.